# داريل بورتر (لاعب كرة قاعدة)
داريل بورتر (بالإنجليزية: Darrell Porter)‏ هو لاعب كرة قاعدة أمريكي، ولد في 17 يناير 1952 في جوبلن في الولايات المتحدة، وتوفي في 5 أغسطس 2002 في Sugar Creek, Missouri ‏ في الولايات المتحدة.

## وصلات خارجية
- داريل بورتر على موقع دوري كرة القاعدة الرئيسي (الإنجليزية)
- داريل بورتر على موقعبيزبول رفرنس.كوم (الدوري الرئيسي) (الإنجليزية)
- داريل بورتر على موقعبيزبول رفرنس.كوم (الدوري الثانوي) (الإنجليزية)
- داريل بورتر على موقع مشجعي الرسوم البيانية (الإنجليزية)